# Marpesia nigrescens
Marpesia nigrescens är en fjärilsart som beskrevs av Martin 1903. Marpesia nigrescens ingår i släktet Marpesia och familjen praktfjärilar. Inga underarter finns listade i Catalogue of Life.